# Ida Marko-Varga
Ida Marko-Varga; z. d. Mattsson (ur. 10 marca 1985 w Staffanstorp) – szwedzka pływaczka specjalizująca się w stylu dowolnym. Największe sukcesy osiągnęła w sztafetach m.in. wicemistrzostwo Europy 2012 w sztafecie 4x100 m stylem dowolnym.